# 13644 Lynnanderson
13644 Lynnanderson este un asteroid din centura principală de asteroizi.

## Descriere
13644 Lynnanderson este un asteroid din centura principală de asteroizi. A fost descoperit pe 17 aprilie 1996 la Observatorul La Silla de Eric Walter Elst. Asteroidul prezintă o orbită caracterizată de o semiaxă mare de 3,16 ua, o excentricitate de 0,21 și o înclinație de 0,4° în raport cu ecliptica.